# Pistole vz. 24
Die Pistole vz. 24 oder ČZ 24 ist eine  tschechische Selbstladepistole.

## Geschichte
Der Ursprung der vz. 24 geht auf die Pistole Mauser 1910/14 von Josef Nickl zurück. Die ersten Patente wurden für die Mauserwerke AG registriert. Weitere Modelle entwickelte Josef Nickl im Rahmen der in die Tschechoslowakei verlagerten Produktion als Pistole vz. 24, die 1922 bis 1924 in der Zbrojovka Brno hergestellt wurde. In späteren Patentschriften wird als weiterer Entwickler Gustav Benes genannt, der in Zusammenarbeit mit Alois Tomiška weitere Verbesserungen einführte.
Vor dem Zweiten Weltkrieg wurde das Militär der Tschechoslowakei mit Pistolen des Typs vz. 24 ausgerüstet. Die Herstellung der vz. 24 war aufwendig. Auf der Grundlage dieser Waffe entwickelte František Myška für Česká zbrojovka (kurz ČZ) das vereinfachte Modell vz. 27 mit Masseverschluss für das kleinere Kaliber 7,65 × 17 mm HR. Die Pistolen wurden sowohl an die Wehrmacht als auch an die Polizei ausgegeben und dort als Pistole 24(t) beziehungsweise Pistole 27(t) geführt.

## Bezeichnungen
Die beiden Bezeichnungen ČZ 24 und vz. 24 weisen auf die Einführung der Waffe als Ordonnanzpistole hin. Tschechisch „vzor“ heißt übersetzt „Modell“. Die offiziell eingeführten Pistolen wurden je nach Modell mit vz. xx bezeichnet. Weitere Bezeichnungen, wie P. 24(t) und P. 27(t), sind seinerzeit durch die Einführung in Deutschland entstanden. Beim finnischen Militär wurde die vz. 24 als M/23 CZ eingeführt. In Polen wurde ein Modell wz. 1928 im Kaliber 9 × 17 mm in Erwägung gezogen. Letztlich entschied man sich in Polen für die Neuentwicklung der Pistolet Vis wz. 35.

## Technik
Die vz. 24 hat einen aufwendigen Verschluss, der mittels eines drehbar gelagerten Laufes verriegelt. Ein Spannabzug ist nicht vorhanden, der Hahn steht nur wenig aus dem Schlittenende hervor. Der Abzug hat eine Magazinsicherung, die eine Schussauslösung ohne Magazin verhindert. Für die Verwendung eines Schalldämpfers wurde eine Spezialversion mit verlängertem Lauf hergestellt.

Explosionszeichnungen der vz. 24
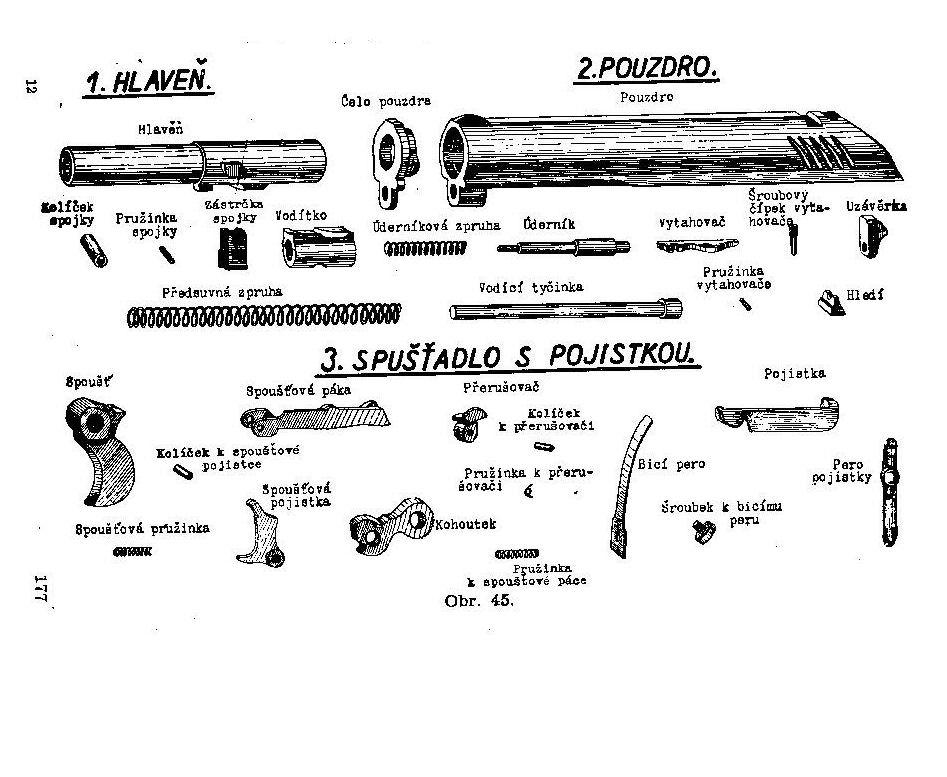
Verschlussdetails
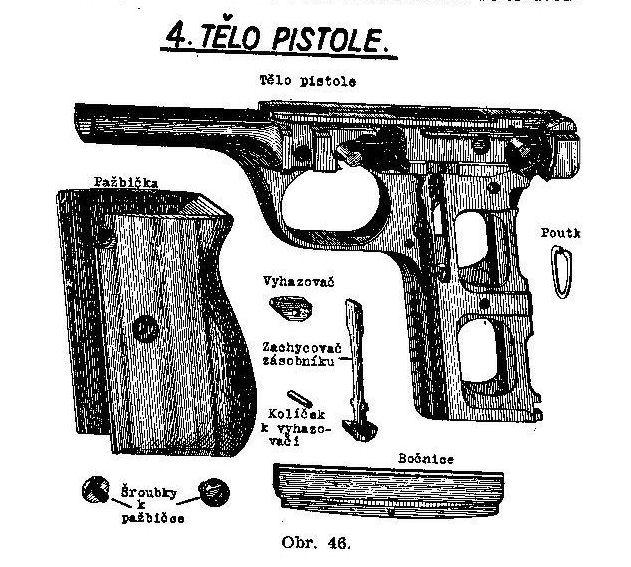
Details
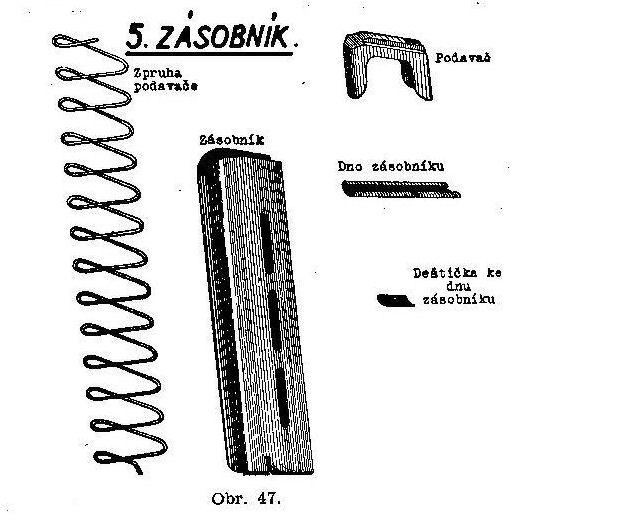
Magazin